# Tsukasa Fujimoto
Tsukasa Fujimoto (藤本 つかさ, Fujimoto Tsukasa, née le 30 juillet 1983) est une catcheuse professionnelle et une actrice japonaise, qui lutte au sein de la Ice Ribbon, où elle est également chargée du camp d'entraînement de cette fédération exclusivement féminine.

## Carrière de catcheuse

### Shimmer Women Athletes (2014)
Elle fait ses débuts le 18 octobre 2014, où elle fait équipe avec Akino et Kaori Yoneyama et battent Mia Yim et les championnes par équipe en titre The Global Green Gangsters (Kellie Skater & Tomoka Nakagawa). Elle reçoit ainsi un match de championnat pour les ceintures par équipe SHIMMER et combat le soir même avec Kaori Yoneyama mais perd contre les Global Green Gangsters et ne remporte pas les titres. Elle dispute son dernier match au sein de la fédération le lendemain en perdant contre Mia Yim.

## Carrière d'actrice

### Filmographie
- 2007: Moe Spirit (魂萌え, Tama Moe?) (魂萌え, Tama Moe?)[5]
- 2008: Eko Eko Azarak (エコエコアザラク, Eko Eko Azaraku?) (エコエコアザラク, Eko Eko Azaraku?)[6],[5]
- 2009: Harui no Soup (春色のスープ?) (春色のスープ?)[6],[5]
- 2009: Three Count (スリーカウント, Surī Kaunto?) (スリーカウント, Surī Kaunto?)[6],[5]
- 2009: A Story (フィッシュストーリー, Fisshu Sutōrī?) (フィッシュストーリー, Fisshu Sutōrī?)[6],[5]
- 2009: Heisei Tonpachi Yarō: Otoko wa Tsurada Yo (平成トンパチ野郎～男はツラだよ～?) (平成トンパチ野郎～男はツラだよ～?)[5]
- 2010: Kenka Banchō (喧嘩番長?) (喧嘩番長?)[5]
- 2011: Crazy-Ism (クレイジズム, Kureijizumu?) (クレイジズム, Kureijizumu?)[5]
- 2014: Taiyo Kara Plancha (太陽からプランチャ, Taiyo Kara Purancha?) (太陽からプランチャ, Taiyo Kara Purancha?)[7],[8]
- 2014: Den Ace Taro (電エースタロウ, Den Ēsu Tarō?) (電エースタロウ, Den Ēsu Tarō?)[9]

### Télévision
- 2007: 6 Banme no Profile (6番目のプロフィール, Roku Banme no Purofīru?) (6番目のプロフィール, Roku Banme no Purofīru?)[6],[5]
- 2008: Medical Horror Check Show (たけしの本当は怖い家庭の医学, Takeshi no Hontō wa Kowai Katei no Igaku?) (たけしの本当は怖い家庭の医学, Takeshi no Hontō wa Kowai Katei no Igaku?)[6],[5]
- 2008: Zenryoku Saka (全力坂?) (全力坂?)[5]
- 2008: Koisuru Futsal (恋するフットサル, Koisuru Futtosaru?) (恋するフットサル, Koisuru Futtosaru?)[5]
- 2008-2009: Muscle Venus (マッスルビーナス, Massuru Bīnasu?) (マッスルビーナス, Massuru Bīnasu?)[5]
- 2008: L-Boy[5]
- 2008: Yakusoku no Cafe (約束のカフェ?) (約束のカフェ?)[6],[5]
- 2009: SMAP×SMAP[5]
- 2009: QVC[5]
- 2009: Shiawase Kekkon Sōdansho (シアワセ結婚相談所?) (シアワセ結婚相談所?)[5]
- 2009: Wrestle Arena (レッスルアリーナ, Ressuru Arīna?) (レッスルアリーナ, Ressuru Arīna?)[5]
- 2009: Bankisha (バンキシャ?) (バンキシャ?)[5]
- 2009: Mercy 2 Festa Futsal Entertainers (メルシートゥーフェスタ芸能人フットサル, Merushī Too Fesuta Geinōjin Futtosaru?) (メルシートゥーフェスタ芸能人フットサル, Merushī Too Fesuta Geinōjin Futtosaru?)[5]
- 2009-2010: Angel League (エンジェルリーグ, Enjeru Rīgu?) (エンジェルリーグ, Enjeru Rīgu?)[5]
- 2010: Futsal Girls (フットサルガールズ, Futtosaru Gāruzu?) (フットサルガールズ, Futtosaru Gāruzu?)[5]
- 2010: Sports Paradise (スポーツパラダイス, Supōtsu Paradaisu?) (スポーツパラダイス, Supōtsu Paradaisu?)[5]
- 2010: Hanamaru Market (はなまるマーケット, Hanamaru Māketto?) (はなまるマーケット, Hanamaru Māketto?)[6]
- 2011: Shiawase! Bonbi Girl (幸せ！ボンビーガール, Shiawase! Bonbī Gāru?)Bonbi Girl (幸せ！ボンビーガール, Shiawase! Bonbī Gāru?)[6],[5]
- 2011: Tensai TV-kun (天才てれびくん, Tensai Terebikun?) (天才てれびくん, Tensai Terebikun?)[5]
- 2013: Happy Happy Morning: Hapimo (はぴハピモーニング～ハピモ～, Hapihapimōningu～Hapimo～?) (はぴハピモーニング～ハピモ～, Hapihapimōningu～Hapimo～?)[5]

## Palmarès
- Dramatic Dream Team
  - Ironman Heavymetalweight Championship (3 fois)[10],[11],[12],[13]
- Ice Ribbon
  - ICE×60/ICE×∞ Championship (4 fois)[14],[15],[16],[17]
  - International Ribbon Tag Team Championship (6 fois, actuelle) avec Hikaru Shida (3)[18],[19],[20], Tsukushi (2)[21],[22], et Arisa Nakajima (1, actuelle)[23]
  - IW19 Championship (2 fois)[24],[25]
  - Triangle Ribbon Championship (2 fois)[26],[27]
  - 2nd 19 O'Clock Girls ProWrestling Tournament (2012)[28]
  - Captain's Fall Six Woman Tag Tournament (2010) avec Miyako Matsumoto and Sayaka Obihiro[29]
  - Double Crown Tag Championship Tournament (2012) avec Hikaru Shida[19]
  - Ike! Ike! Ima, Ike! Ribbon Tag Tournament (2011) avec Hikaru Shida[30]
  - Super Ice-Cup (2010)[14]
  - 1re ICE Grand Slam Champion[10]
  - 3e ICE Triple Crown Champion[10]
- JWP Joshi Puroresu
  - Daily Sports Women's Tag Team Championship (1 fois, actuelle) avec Arisa Nakajima[31]
  - JWP Tag Team Championship (1 fois, actuelle) avec Arisa Nakajima[31]
- Pro Wrestling Wave
  - Wave Tag Team Championship (1 fois) avec Misaki Ohata[10],[32],[33]
  - Dual Shock Wave (2012) avec Misaki Ohata[34]
  - One Day 6-Person Tag Tournament (2014) avec Mio Shirai et Misaki Ohata[35]
  - Catch the Wave Technique Award (2012)[36]
  - Catch the Wave Best Performance Award (2015) En tant que membre de Wonderful World Fairy Family[37]
- Universal Woman's Pro Wrestling REINA
  - Reina World Tag Team Championship (2 fois) avec Hikaru Shida[10],[32],[38]
  - Reina World Women's Championship (1 fois)[39]
  - Reina World Tag Team Championship 1Day Tournament (2012) avec Hikaru Shida[38],[20]
  - Reina World Women's Championship Tournament (2015)[39]